# حرکت مک‌آلیستر
حرکت مک‌آلیستر (به انگلیسی: Moving McAllister) فیلمی محصول سال ۲۰۰۷ و به کارگردانی اندرو بلک است. در این فیلم بازیگرانی همچون بن کورلی، میلا کونیس، روتخر هاور، جون هدر و پیتر جیسون ایفای نقش کرده‌اند.